# 宝珠山村
宝珠山村（ほうしゅやまむら）は、福岡県の中南部に位置していた村で、朝倉郡に属していた。旧上座郡。2005年3月28日、小石原村と対等合併し東峰村が発足したため、自治体としての宝珠山村は消滅した。以下、消滅前日までの情勢を記す。

## 歴史
- 1889年4月1日 - 町村制施行により上座郡宝珠山村、福井村の区域をもって宝珠山村が発足。
- 1896年4月1日 - 上座郡が下座郡、夜須郡と合併して朝倉郡となる[1]。
- 2005年3月28日 小石原村と宝珠山村の対等合併により新村制を施行し東峰村が発足。自治体としての宝珠山村は消滅。

## 地域

### 教育

#### 中学校
- 組合立東峰中学校
宝珠山中学校と小石原中学校の統合により1986年に当村内に開校した宝珠山村と小石原村による組合立の中学校。

#### 小学校
- 宝珠山村立宝珠山小学校

## 交通
空港はなし。最寄り空港は福岡空港。

### 鉄道
- 九州旅客鉄道（JR九州）
  - 日田彦山線
    - 筑前岩屋駅 - 大行司駅 - 宝珠山駅

### バス路線

#### 一般路線バス
- 西鉄バス両筑
  - 杷木町 - 小石原村 - 宝珠山

### 道路

#### 一般国道
- 国道211号

#### 主要地方道
- 福岡県道52号八女香春線

## 名所・旧跡・観光スポット・祭事・催事

### 名所
- 岩屋神社

### 百選
- 竹の棚田（日本棚田百選）